# 倉敷市立第一福田小学校
倉敷市立第一福田小学校（くらしきしりつ だいいちふくだしょうがっこう）は、岡山県倉敷市東塚にある市立小学校。

## 概要
倉敷市が設置する小学校の一校である。1873年に設立された東塚小学校、中畝小学校、松江小学校が当校の始まりである。1885年、3校が統合し、現在の1校となった。

## 沿革

### 略歴
- 1873年8月[2]

### 年表
- 1873年（明治6年）8月 - 東塚小学校（東塚村）中畝小学校（中畝村）松江小学校（松江村）が設置
- 1876年（明治9年）12月 - 松江村、南畝村合併により対馬小学校が設置
- 1885年（明治18年）4月 - 東塚、中畝、対馬の三校合併により遷喬小学校が設置
- 1904年（明治37年）3月 - 第一福田尋常小学校と改称
- 1911年（明治44年）9月 - 第一福田尋常高等小学校と改称
- 1941年（昭和16年）4月 - 第一福田国民学校と改称
- 1947年（昭和22年）
  - 4月 - 児島郡福田村立第一福田小学校と改称
  - 12月 - 児島郡福田町立第一福田小学校と改称
- 1953年（昭和28年）6月 - 倉敷市立第一福田小学校と改称

## 学校教育目標
「自分を大切にする子ども」

「友だちを大切にする子ども」

「学校を大切にする子ども」

を育てる

## 学校行事
| - 4月 始業式・入学式 - 5月 - 6月 | - 7月 終業式 - 8月 - 9月 始業式 | - 10月 - 11月 - 12月 終業式 | - 1月 始業式 - 2月 - 3月 終業式・卒業式 |

## 通学区域
- 倉敷市[3]
  - 中畝1丁目(1街区から4街区までを除く。)，中畝2丁目(1街区から8街区までを除く。)，中畝3丁目(1街区から9街区までを除く。)，中畝4丁目(1街区から7街区までを除く。)，中畝5丁目(1街区から4街区までを除く。)，中畝6丁目，中畝7丁目，中畝8丁目，中畝9丁目，中畝10丁目
  - 福田町南畝
  - 南畝1丁目，南畝2丁目，南畝3丁目，南畝4丁目，南畝5丁目，南畝6丁目，南畝7丁目
  - 松江1丁目，松江2丁目，松江3丁目，松江4丁目
  - 福田町東塚，東塚1丁目，東塚2丁目，東塚3丁目，東塚4丁目，東塚5丁目，東塚6丁目，東塚7丁目
  - 潮通1丁目，潮通2丁目，潮通3丁目

## 進学先中学校
- 倉敷市立福田南中学校[3]

## 交通
- 水島臨海鉄道水島本線水島駅より徒歩20分

## 通学区域が隣接している学校
- 倉敷市立第五福田小学校
- 倉敷市立第四福田小学校
- 倉敷市立第二福田小学校
- 倉敷市立第三福田小学校
- 倉敷市立本荘小学校